# Loudervielle
Cet article possède un paronyme, voir Loudenvielle.
Loudervielle est une commune française située dans le sud-est du département des Hautes-Pyrénées, en région Occitanie. Sur le plan historique et culturel, la commune est dans le Pays d'Aure, constitué de la vallée de la Neste (en aval de Sarrancolin), de la vallée d'Aure (en amont de Sarrancolin) et de la vallée du Louron.
Exposée à un climat de montagne, elle est drainée par divers petits cours d'eau. La commune possède un patrimoine naturel remarquable composé de sept zones naturelles d'intérêt écologique, faunistique et floristique.
Loudervielle est une commune rurale qui compte 49 habitants en 2022, après avoir connu un pic de population de 205 habitants en 1841. Elle fait partie de l'aire d'attraction de Bagnères-de-Luchon. Ses habitants sont appelés les Louderviellois ou  Loudervielloises.

## Géographie

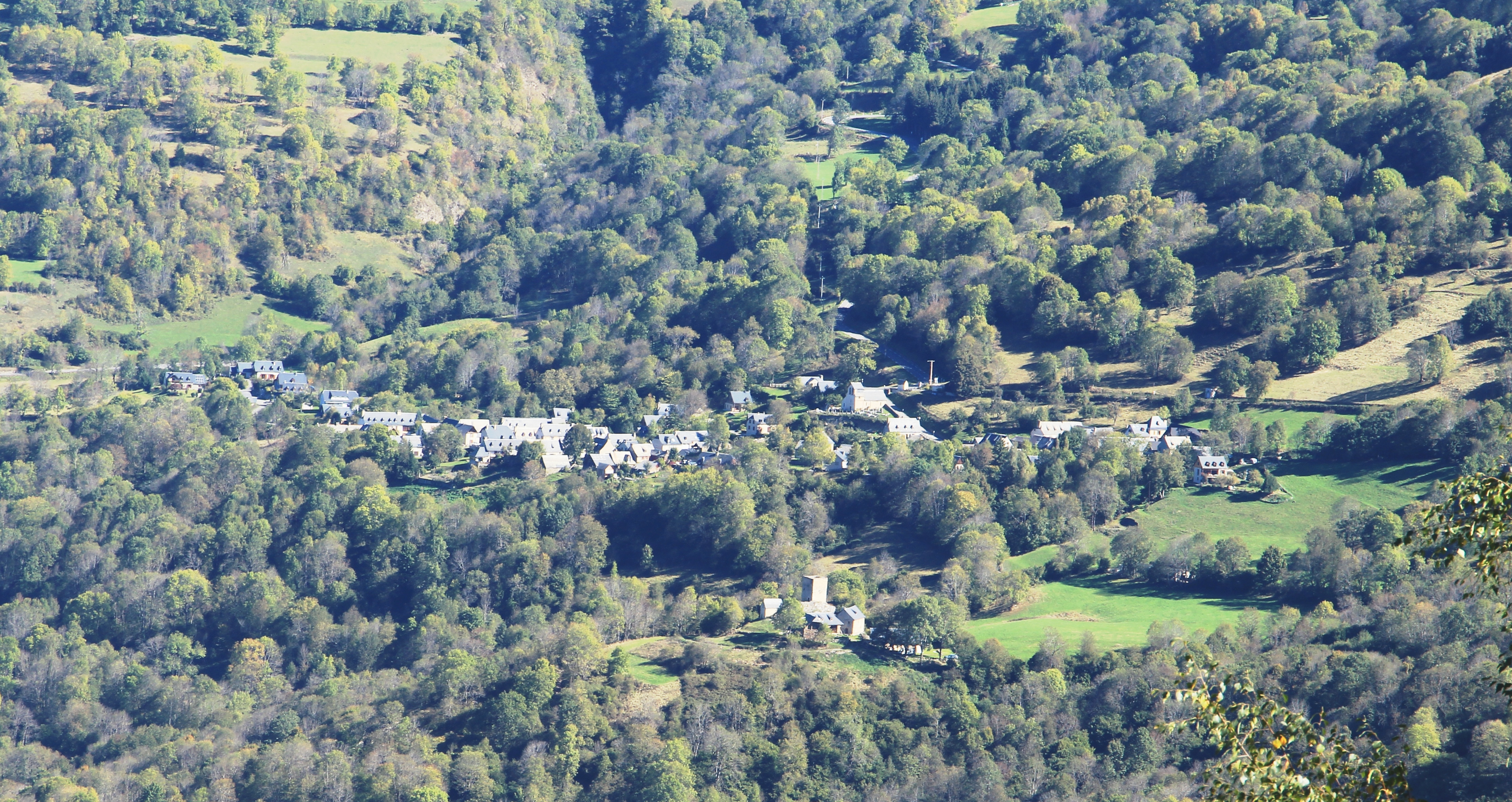
Vue générale du village.

### Localisation
La commune de Loudervielle se trouve dans le département des Hautes-Pyrénées, en région Occitanie.
Elle se situe à 55 km à vol d'oiseau de Tarbes, préfecture du département, à 36 km de Bagnères-de-Bigorre, sous-préfecture, et à 34 km de Capvern, bureau centralisateur du canton de Neste, Aure et Louron dont dépend la commune depuis 2015 pour les élections départementales.
La commune fait en outre partie du bassin de vie d'Arreau.
Les communes les plus proches sont : 
Armenteule (0,9 km), Mont (1,1 km), Estarvielle (1,3 km), Génos (1,6 km), Loudenvielle (1,6 km), Germ (1,8 km), Adervielle-Pouchergues (1,8 km), Cazaux-Fréchet-Anéran-Camors (2,4 km).
Sur le plan historique et culturel, Loudervielle fait partie du pays de la vallée d'Aure ou pays d'Aure, constitué de la vallée de la Neste (en aval de Sarrancolin), de la vallée d'Aure (en amont de Sarrancolin) et de la vallée du Louron (confluente à Arreau).
Loudervielle est limitrophe de sept autres communes, dont trois dans le département de la Haute-Garonne.

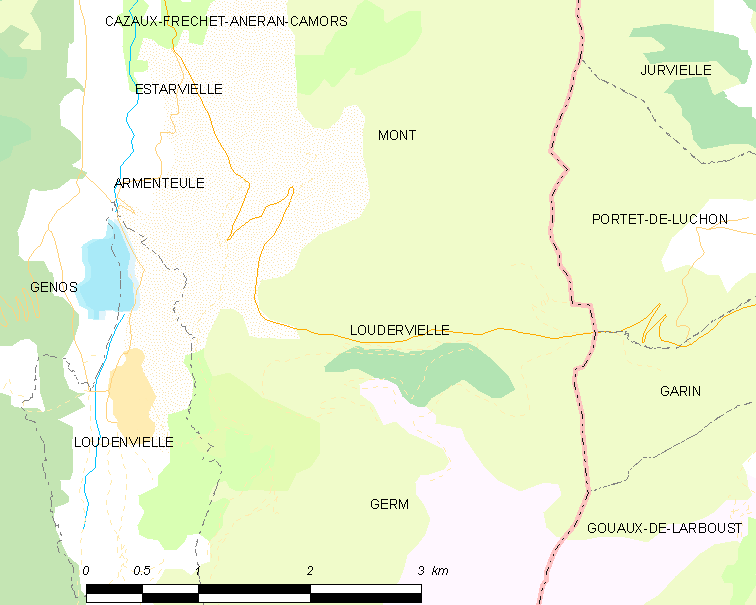
Carte de la commune de Loudervielle et des proches communes.

| Estarvielle  | Mont         | Portet-de-Luchon (Haute-Garonne)   |
| Loudenvielle | Loudervielle | Garin (Haute-Garonne)              |
|              | Germ         | Gouaux-de-Larboust (Haute-Garonne) |

### Hydrographie
La commune est dans le bassin versant de la Garonne, au sein du bassin hydrographique Adour-Garonne. Elle est drainée par le ruisseau de Bayet, le ruisseau de la Coumette de la Cau, le ruisseau de poudaque, le ruisseau de Tramont et par un petit cours d'eau, constituant un réseau hydrographique de 7 km de longueur totale,.

### Climat
Le climat qui caractérise la commune est qualifié, en 2010, de « climat de montagne », selon la typologie des climats de la France qui compte alors huit grands types de climats en métropole. En 2020, la commune ressort du même type de climat dans la classification établie par Météo-France, qui ne compte désormais, en première approche, que cinq grands types de climats en métropole. Pour ce type de climat, la température décroît rapidement en fonction de l'altitude. On observe une nébulosité minimale en hiver et maximale en été. Les vents et les précipitations varient notablement selon le lieu.
Les paramètres climatiques qui ont permis d’établir la typologie de 2010 comportent six variables pour les températures et huit pour les précipitations, dont les valeurs correspondent à la normale 1971-2000. Les sept principales variables caractérisant la commune sont présentées dans l'encadré ci-après.
| Paramètres climatiques communaux sur la période 1971-2000 - Moyenne annuelle de température : 8 °C - Nombre de jours avec une température inférieure à −5 °C : 9,2 j - Nombre de jours avec une température supérieure à 30 °C : 1,6 j - Amplitude thermique annuelle : 14,5 °C - Cumuls annuels de précipitation : 989 mm - Nombre de jours de précipitation en janvier : 9,7 j - Nombre de jours de précipitation en juillet : 8,6 j |

Avec le changement climatique, ces variables ont évolué. Une étude réalisée en 2014 par la Direction générale de l'Énergie et du Climat complétée par des études régionales prévoit en effet que la  température moyenne devrait croître et la pluviométrie moyenne baisser, avec toutefois de fortes variations régionales. Ces changements peuvent être constatés sur la station météorologique de Météo-France la plus proche, « Génos », sur la commune de Génos, mise en service en 1969 et qui se trouve à 2 km à vol d'oiseau,, où la température moyenne annuelle est de 7,8 °C et la hauteur de précipitations de 1 483,6 mm pour la période 1981-2010.
Sur la station météorologique historique la plus proche, « Tarbes-Lourdes-Pyrénées », sur la commune d'Ossun, mise en service en 1946 et à 55 km, la température moyenne annuelle évolue de 12,2 °C pour la période 1971-2000, à 12,6 °C pour 1981-2010, puis à 12,9 °C pour 1991-2020.

### Milieux naturels et biodiversité

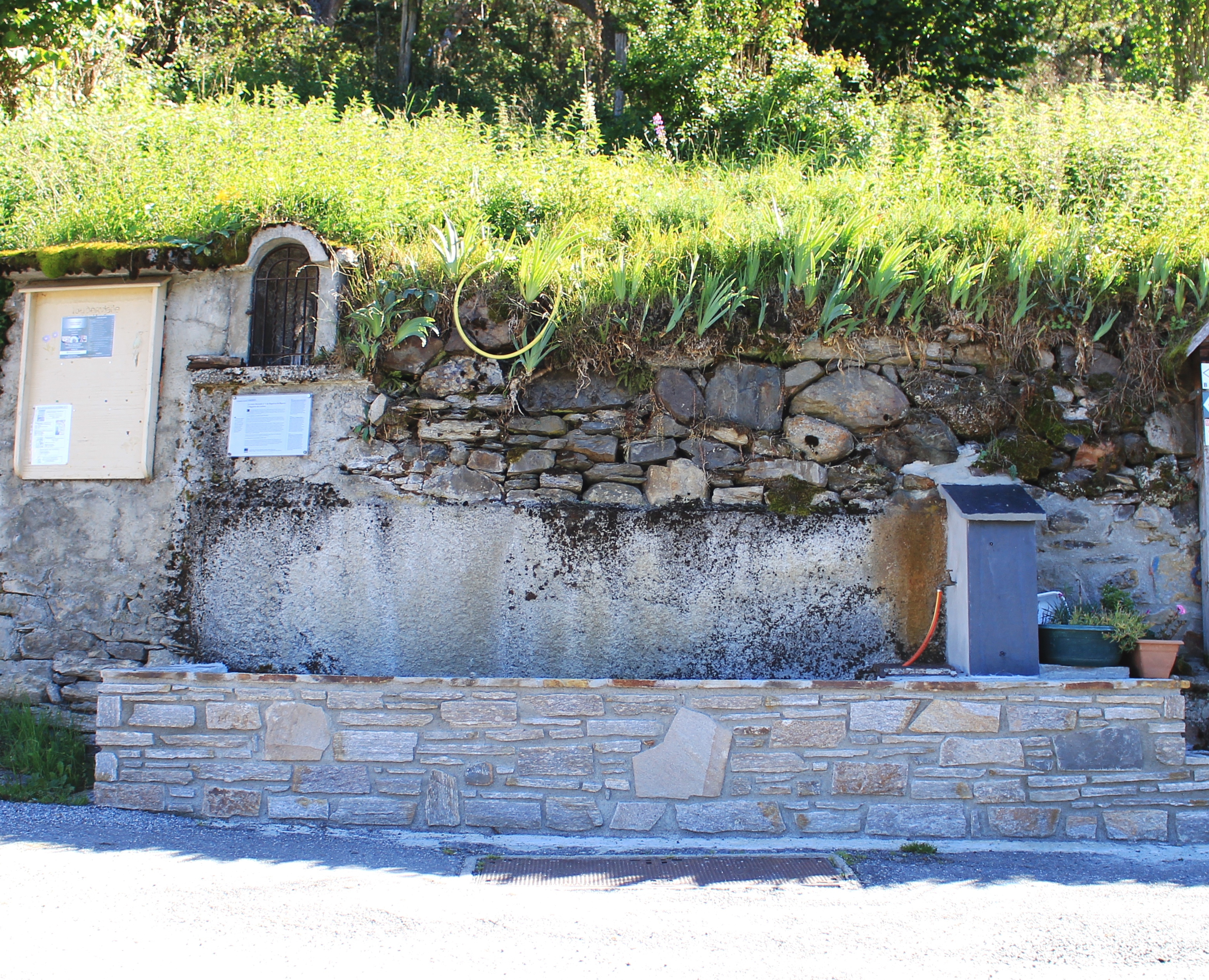
La fontaine.

L’inventaire des zones naturelles d'intérêt écologique, faunistique et floristique (ZNIEFF) a pour objectif de réaliser une couverture des zones les plus intéressantes sur le plan écologique, essentiellement dans la perspective d’améliorer la connaissance du patrimoine naturel national et de fournir aux différents décideurs un outil d’aide à la prise en compte de l’environnement dans l’aménagement du territoire.
Quatre ZNIEFF de type 1 sont recensées sur la commune :
- les « estives de Peyresourde à Pouyaué » (1 049 ha), couvrant 7 communes dont trois dans la Haute-Garonne et quatre dans les Hautes-Pyrénées[22] ;
- « la Neste du Louron et ses affluents » (145 ha), couvrant 15 communes du département[23] ;
- les « massifs du Luchonnais et du Larboust » (16 267 ha), couvrant 13 communes dont dix dans la Haute-Garonne et trois dans les Hautes-Pyrénées[24] ;
- la « vallée d'Oueil et soulane du Larboust » (6 150 ha), couvrant 27 communes dont 21 dans la Haute-Garonne et six dans les Hautes-Pyrénées[25] ;

et trois ZNIEFF de type 2, : 
- les « Garonne amont, Pique et Neste » (1 788 ha), couvrant 112 communes dont 42 dans la Haute-Garonne et 70 dans les Hautes-Pyrénées[26] ;
- la « Haute montagne en Haute-Garonne » (33 294 ha), couvrant 49 communes dont 41 dans la Haute-Garonne et huit dans les Hautes-Pyrénées[27] ;
- la « vallée du Louron » (16 472 ha), couvrant 30 communes dont six dans la Haute-Garonne et 24 dans les Hautes-Pyrénées[28].

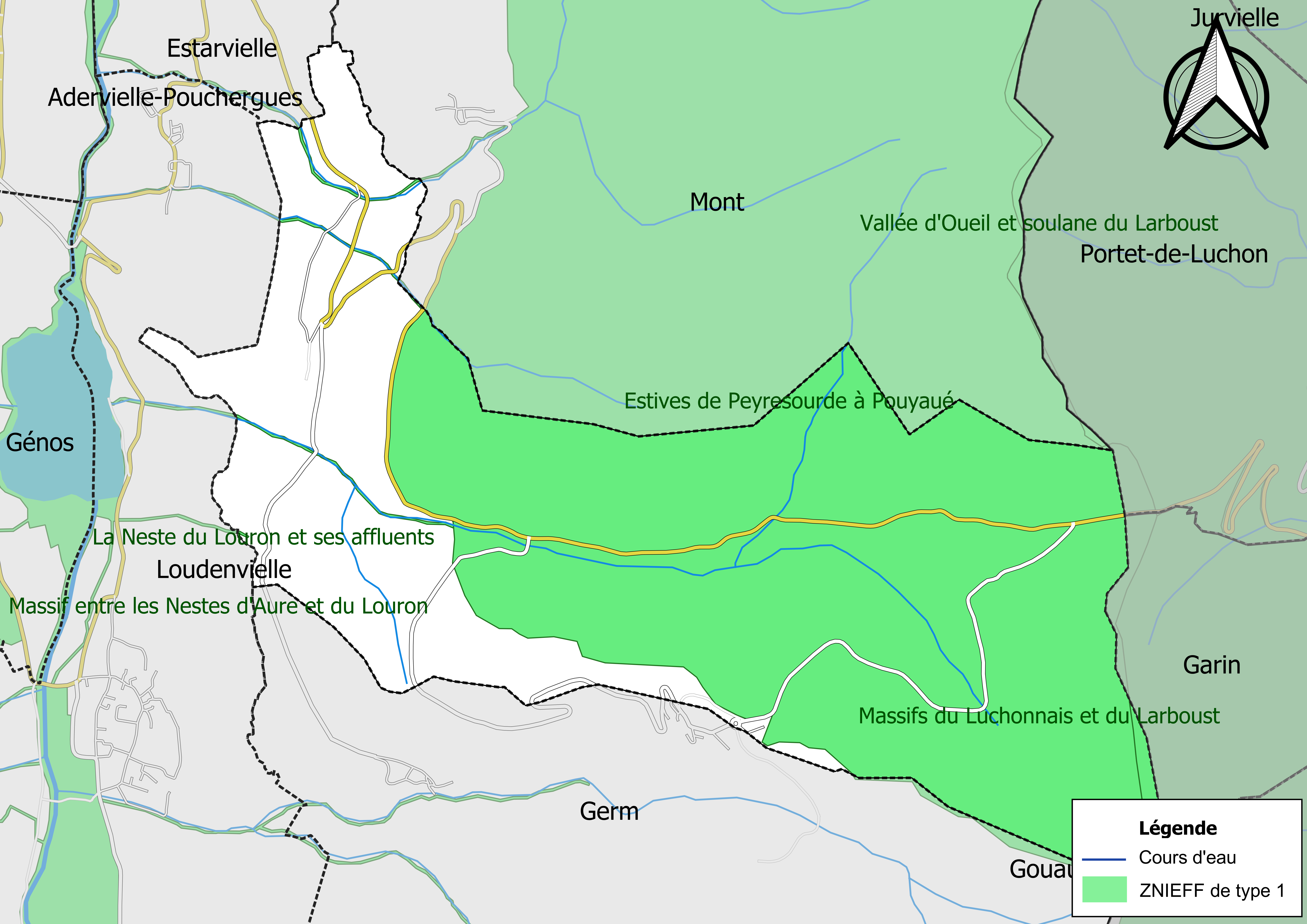
Carte des ZNIEFF de type 1 sur la commune.
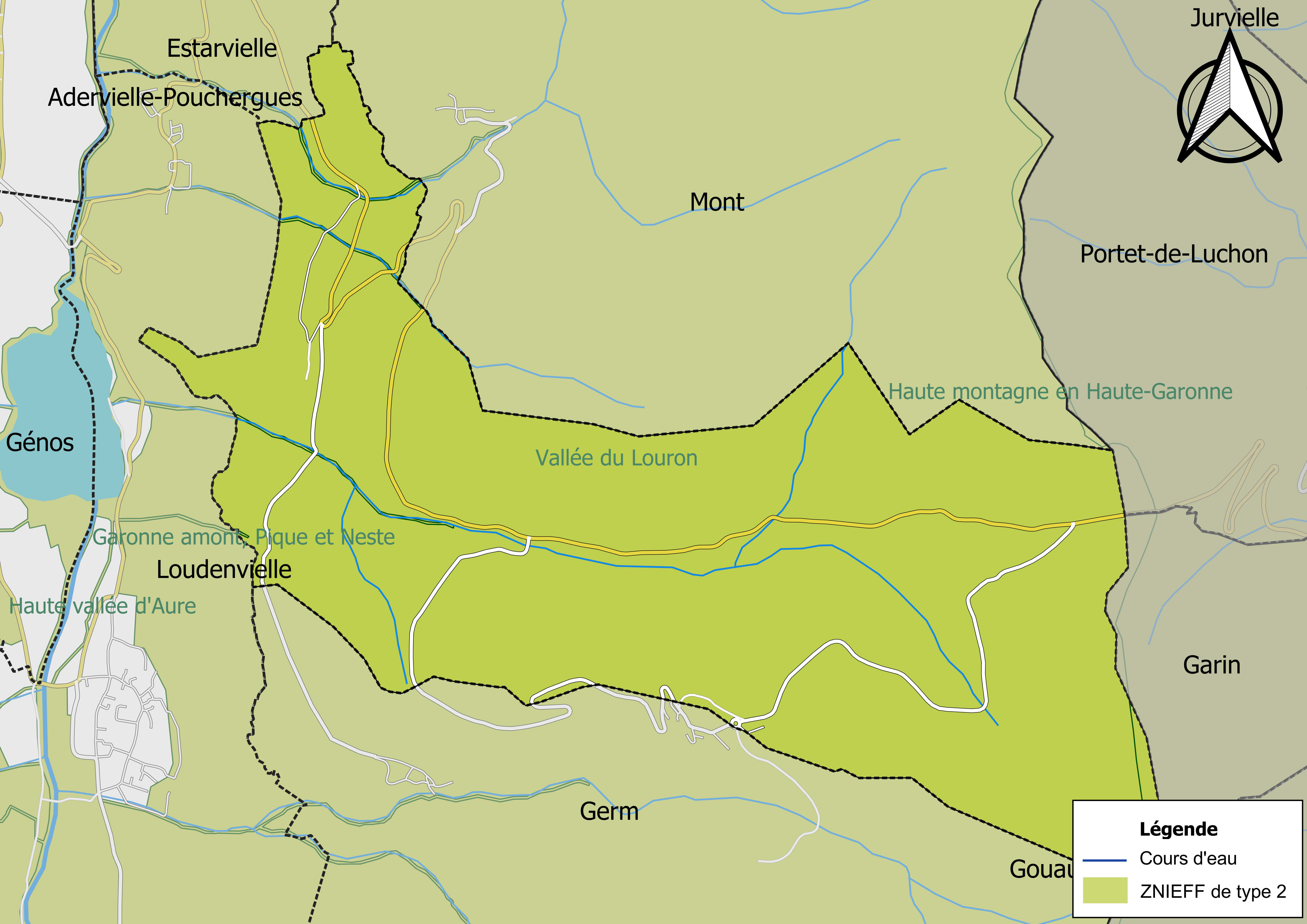
Carte des ZNIEFF de type 2 sur la commune.

## Urbanisme

### Typologie
Au 1er janvier 2024, Loudervielle est catégorisée commune rurale à habitat dispersé, selon la nouvelle grille communale de densité à sept niveaux définie par l'Insee en 2022.
Elle est située hors unité urbaine. Par ailleurs la commune fait partie de l'aire d'attraction de Bagnères-de-Luchon, dont elle est une commune de la couronne,. Cette aire, qui regroupe 44 communes, est catégorisée dans les aires de moins de 50 000 habitants,.

### Occupation des sols
L'occupation des sols de la commune, telle qu'elle ressort de la base de données européenne d’occupation biophysique des sols Corine Land Cover (CLC), est marquée par l'importance des forêts et milieux semi-naturels (76,4 % en 2018), une proportion identique à celle de 1990 (76,4 %). La répartition détaillée en 2018 est la suivante : 
milieux à végétation arbustive et/ou herbacée (66,9 %), zones agricoles hétérogènes (21,4 %), forêts (9,5 %), espaces verts artificialisés, non agricoles (2,2 %).
L'IGN met par ailleurs à disposition un outil en ligne permettant de comparer l’évolution dans le temps de l’occupation des sols de la commune (ou de territoires à des échelles différentes). Plusieurs époques sont accessibles sous forme de cartes ou photos aériennes : la carte de Cassini (XVIIIe siècle), la carte d'état-major (1820-1866) et la période actuelle (1950 à aujourd'hui).

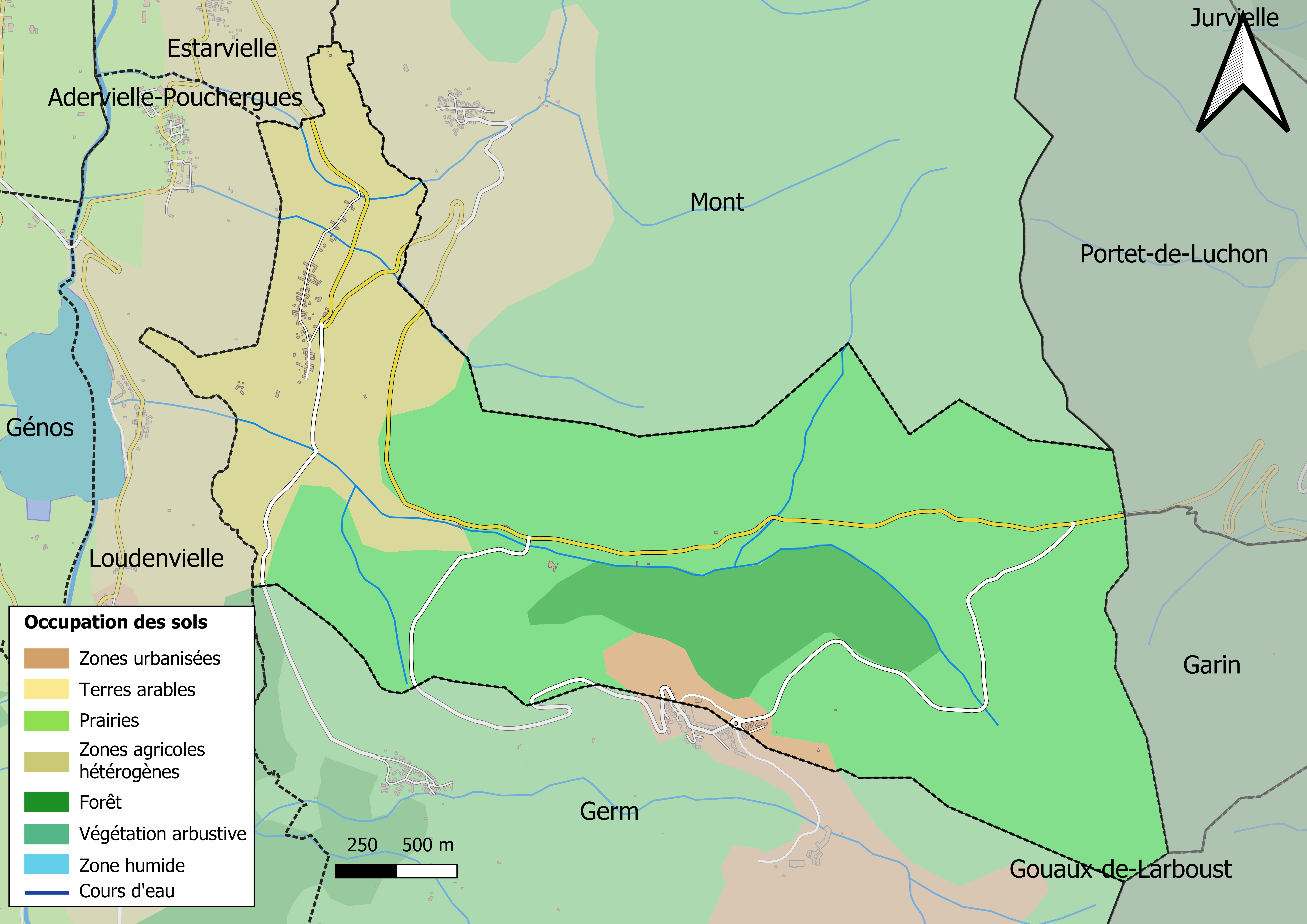
Carte des infrastructures et de l'occupation des sols en 2018 (CLC) de la commune.
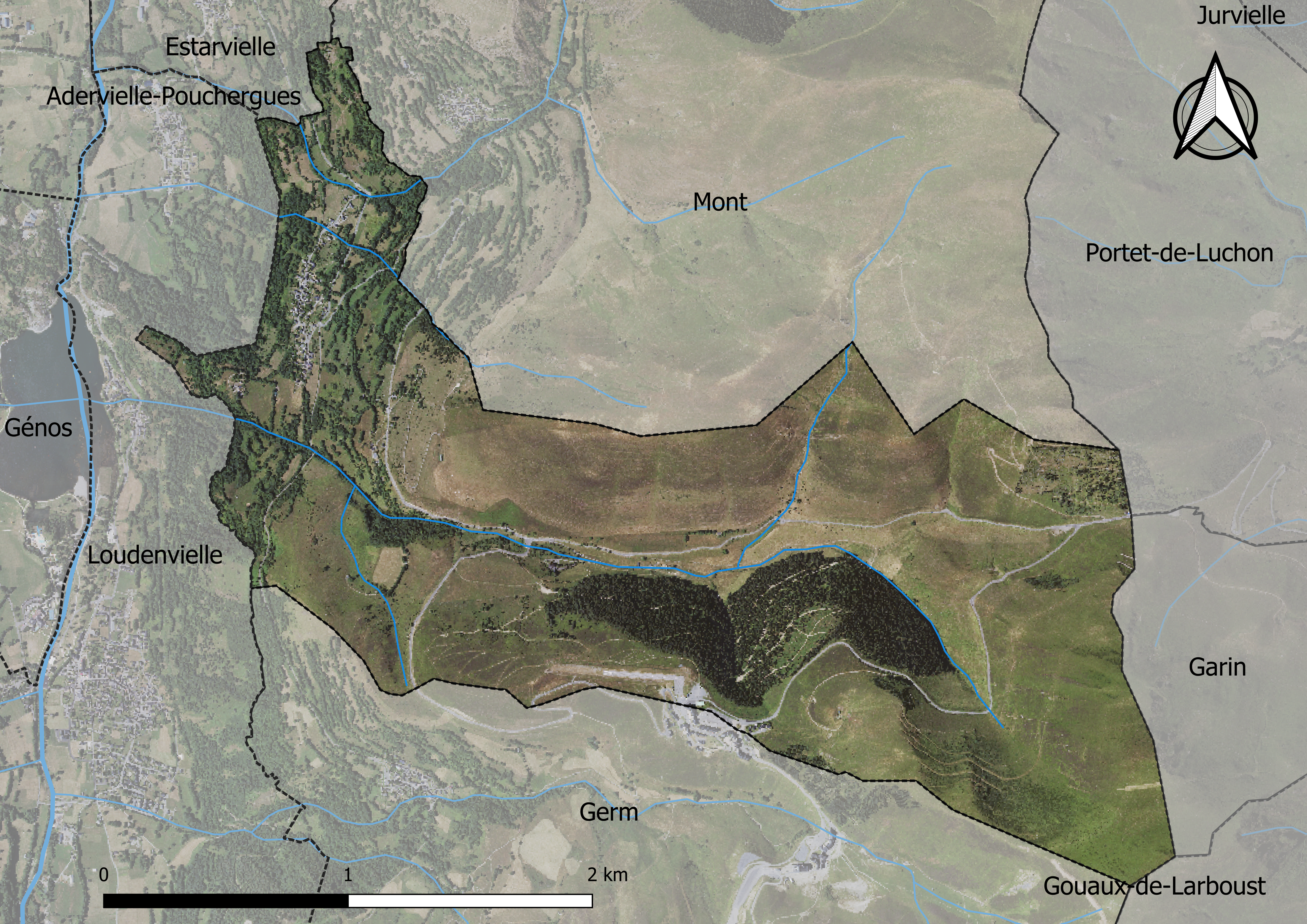
Carte orthophotogrammétrique de la commune.

### Voies de communication et transports
Cette commune est desservie par la route départementale D 618 qui monte au col de Peyresourde.

### Risques majeurs
Le territoire de la commune de Loudervielle est vulnérable à différents aléas naturels : météorologiques (tempête, orage, neige, grand froid, canicule ou sécheresse), inondations, feux de forêts, mouvements de terrains, avalanche  et séisme (sismicité moyenne). Un site publié par le BRGM permet d'évaluer simplement et rapidement les risques d'un bien localisé soit par son adresse soit par le numéro de sa parcelle.
Certaines parties du territoire communal sont susceptibles d’être affectées par le risque d’inondation par débordement de cours d'eau, notamment La cartographie des zones inondables en ex-Midi-Pyrénées réalisée dans le cadre du XIe Contrat de plan État-région, visant à informer les citoyens et les décideurs sur le risque d’inondation, est accessible sur le site de la DREAL Occitanie. La commune a été reconnue en état de catastrophe naturelle au titre des dommages causés par les inondations et coulées de boue survenues en 1982, 1999 et 2009,.
Loudervielle est exposée au risque de feu de forêt. Un plan départemental de protection des forêts contre les incendies a été approuvé par arrêté préfectoral le 21 avril 2020 pour la période 2020-2029. Le précédent couvrait la période 2007-2017. L’emploi du feu est régi par deux types de réglementations. D’abord le code forestier et l’arrêté préfectoral du 27 octobre 2014, qui réglementent l’emploi du feu à moins de 200 m des espaces naturels combustibles sur l’ensemble du département. Ensuite celle établie dans le cadre de la lutte contre la pollution de l’air, qui interdit le brûlage des déchets verts des particuliers. L’écobuage est quant à lui réglementé dans le cadre de commissions locales d’écobuage (CLE)

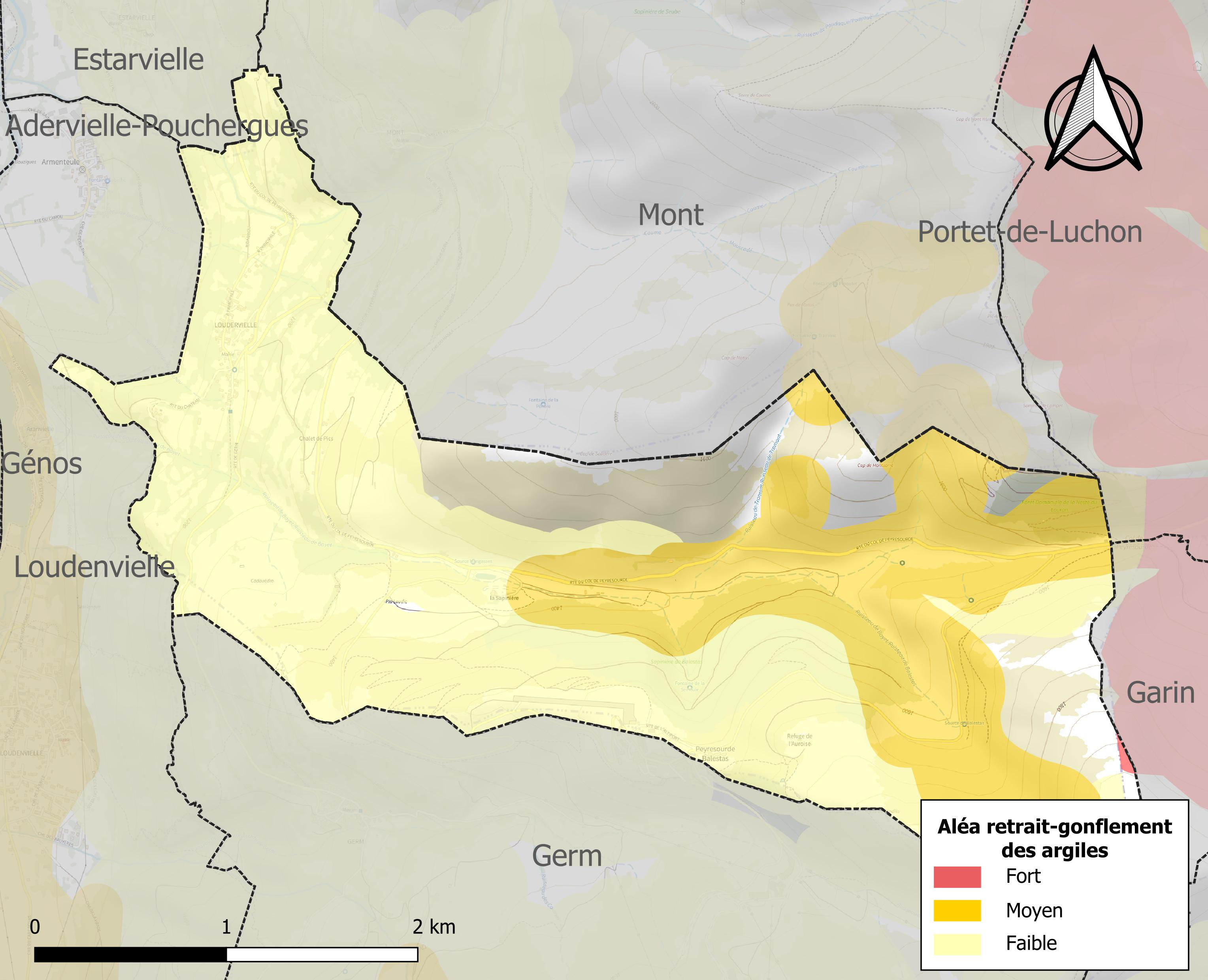
Carte des zones d'aléa retrait-gonflement des sols argileux de Loudervielle.

Les mouvements de terrains susceptibles de se produire sur la commune sont des mouvements de sols liés à la présence d'argile et des tassements différentiels.
Le retrait-gonflement des sols argileux est susceptible d'engendrer des dommages importants aux bâtiments en cas d’alternance de périodes de sécheresse et de pluie. 30,5 % de la superficie communale est en aléa moyen ou fort (44,5 % au niveau départemental et 48,5 % au niveau national). Sur les 58 bâtiments dénombrés sur la commune en 2019, 2 sont en aléa moyen ou fort, soit 3 %, à comparer aux 75 % au niveau départemental et 54 % au niveau national. Une cartographie de l'exposition du territoire national au retrait gonflement des sols argileux est disponible sur le site du BRGM,.
Par ailleurs, afin de mieux appréhender le risque d’affaissement de terrain, l'inventaire national des cavités souterraines permet de localiser celles situées sur la commune.
Concernant les mouvements de terrains, la commune a été reconnue en état de catastrophe naturelle au titre des dommages causés par des mouvements de terrain en 1999.
La commune est exposée aux risques d'avalanche. Les habitants exposés à ce risque doivent se renseigner, en mairie, de l’existence d’un plan de prévention des risques avalanches (PPRA). Le cas échéant, identifier les mesures applicables à l'habitation, identifier, au sein de l'habitation, la pièce avec la façade la moins exposée à l’aléa pouvant faire office, au besoin, de zone de confinement et équiper cette pièce avec un kit de situation d’urgence,.

## Toponymie

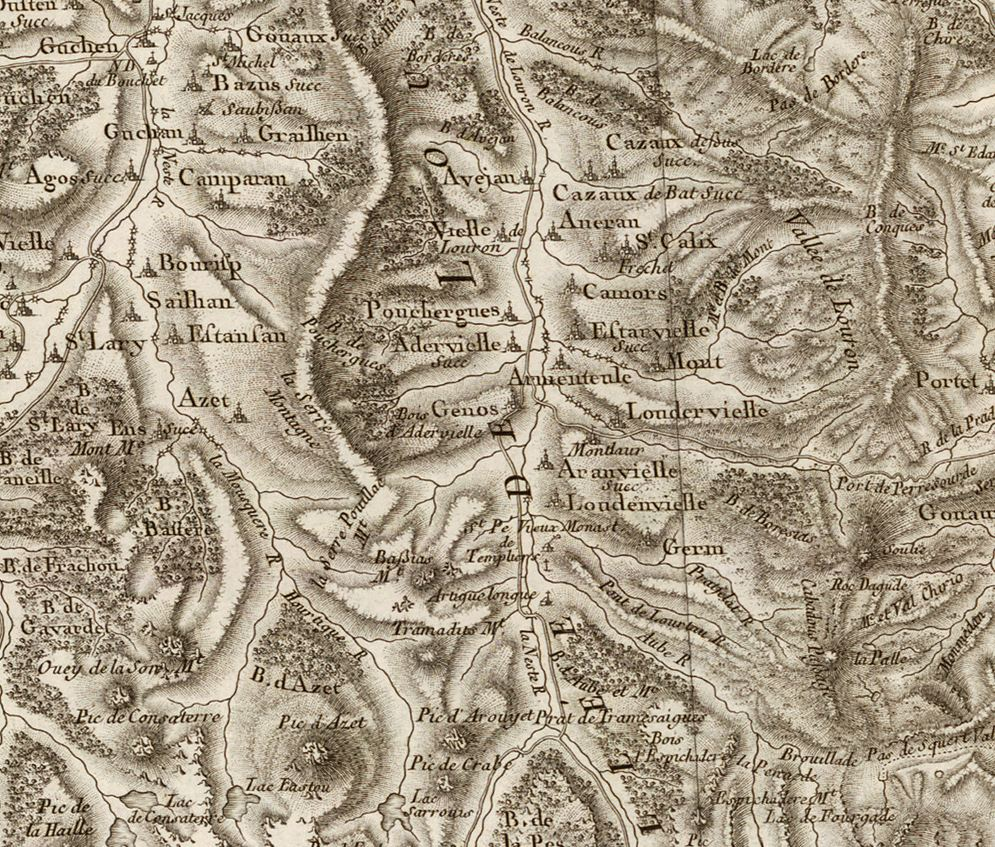
Extrait de la carte de Cassini (entre 1756 et 1789) situant Loudervielle à l'est de Génos

On trouvera les principales informations dans le Dictionnaire toponymique des communes des Hautes-Pyrénées de Michel Grosclaude et Jean-François Le Nail qui rapporte les dénominations historiques du village :
Dénomination historique :
- De Lodirvilla, latin (1387, pouillé du Comminges).

Nom occitan : Lodervièla.

## Politique et administration

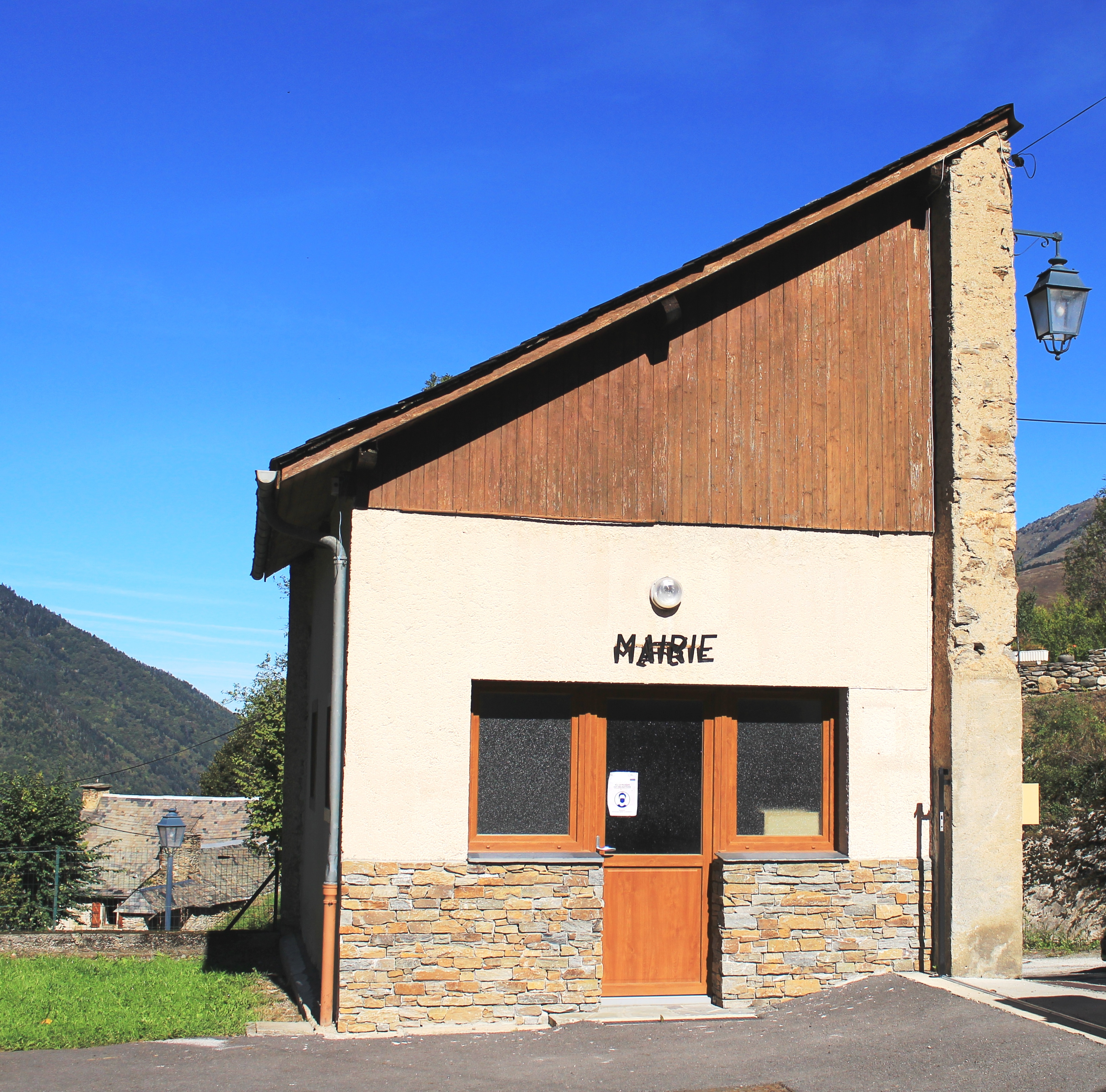
La mairie en 2021.

### Intercommunalité
Loudervielle fait partie de la communauté de communes Aure Louron, créée au 1er janvier 2017, qui réunit 47 communes.

### Liste des maires
| Période                                  | Période  | Identité          | Étiquette | Qualité |
| ---------------------------------------- | -------- | ----------------- | --------- | ------- |
| Les données manquantes sont à compléter. |          |                   |           |         |
|                                          |          |                   |           |         |
| mars 1995                                | 2018     | Patrick Came      |           |         |
| 2018                                     | En cours | Évelyne Bertranuc |           |         |

## Population et société

### Démographie

#### Évolution démographique

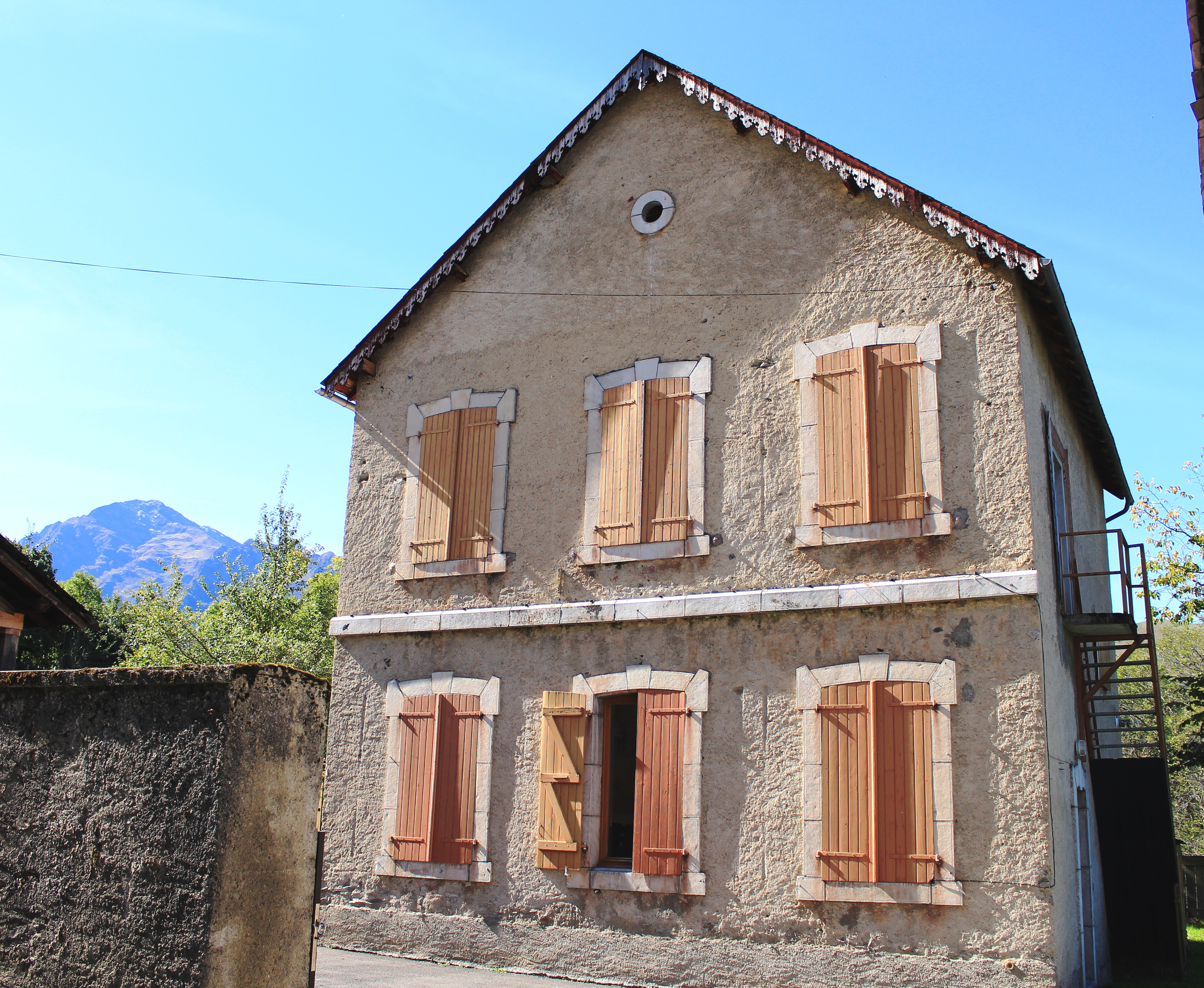
L’ancienne école en 2021.

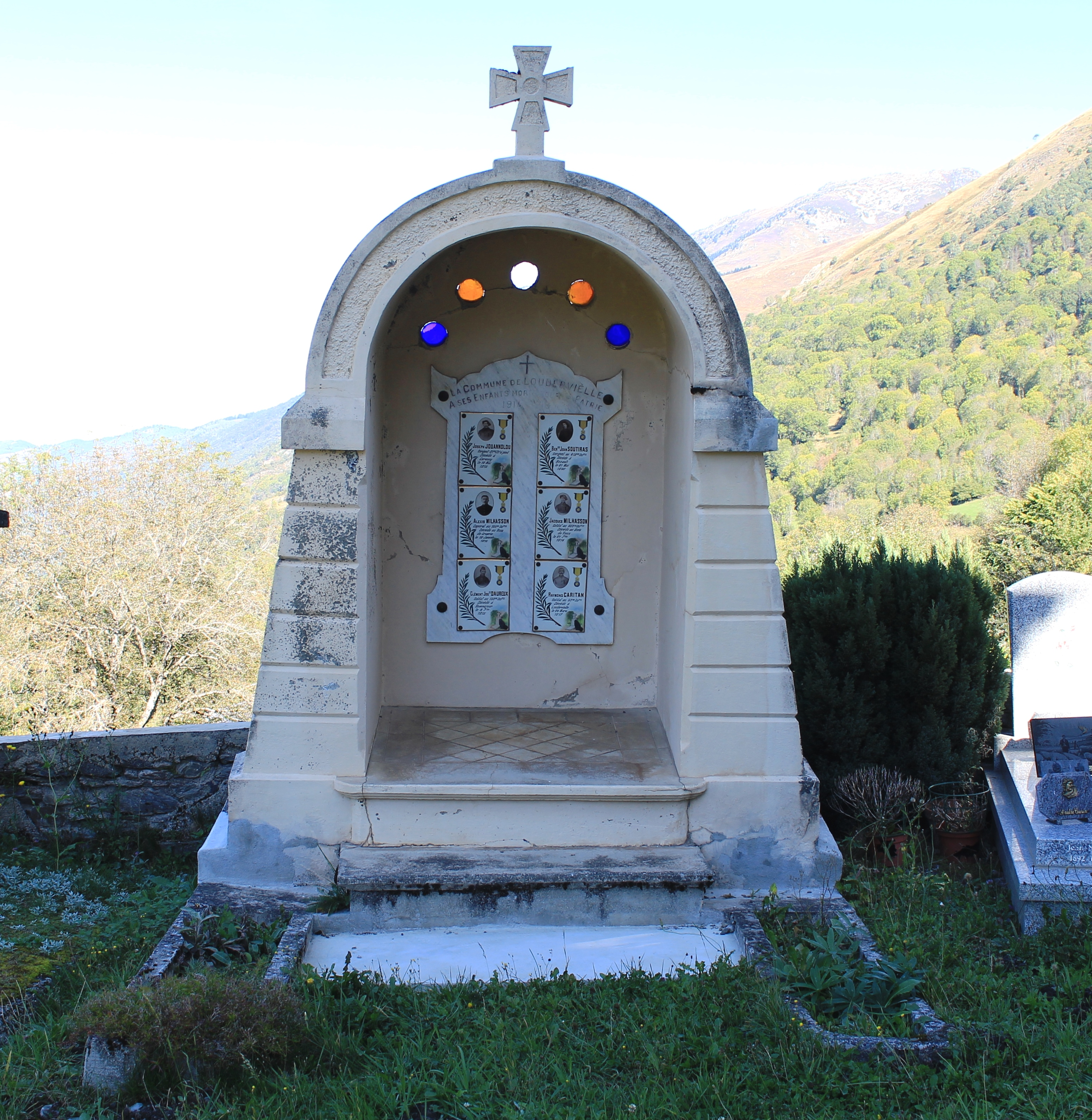
Le monument aux morts municipal.

L'évolution du nombre d'habitants est connue à travers les recensements de la population effectués dans la commune depuis 1793. Pour les communes de moins de 10 000 habitants, une enquête de recensement portant sur toute la population est réalisée tous les cinq ans, les populations de référence des années intermédiaires étant quant à elles estimées par interpolation ou extrapolation. Pour la commune, le premier recensement exhaustif entrant dans le cadre du nouveau dispositif a été réalisé en 2005.

En 2022, la commune comptait 49 habitants, en évolution de −9,26 % par rapport à 2016 (Hautes-Pyrénées : +1,59 %, France hors Mayotte : +2,11 %).
| 1793 | 1800 | 1806 | 1821 | 1831 | 1836 | 1841 | 1846 | 1851 |
| ---- | ---- | ---- | ---- | ---- | ---- | ---- | ---- | ---- |
| 191  | 162  | 186  | 104  | 138  | 192  | 205  | 185  | 180  |

| 1856 | 1861 | 1866 | 1872 | 1876 | 1881 | 1886 | 1891 | 1896 |
| ---- | ---- | ---- | ---- | ---- | ---- | ---- | ---- | ---- |
| 183  | 171  | 154  | 160  | 169  | 150  | 158  | 146  | 142  |

| 1901 | 1906 | 1911 | 1921 | 1926 | 1931 | 1936 | 1946 | 1954 |
| ---- | ---- | ---- | ---- | ---- | ---- | ---- | ---- | ---- |
| 120  | 115  | 112  | 90   | 77   | 54   | 53   | 61   | 46   |

| 1962 | 1968 | 1975 | 1982 | 1990 | 1999 | 2005 | 2006 | 2010 |
| ---- | ---- | ---- | ---- | ---- | ---- | ---- | ---- | ---- |
| 45   | 47   | 47   | 55   | 41   | 42   | 47   | 49   | 64   |

| 2015 | 2020 | 2022 | - | - | - | - | - | - |
| ---- | ---- | ---- | - | - | - | - | - | - |
| 54   | 48   | 49   | - | - | - | - | - | - |

### Enseignement
La commune dépend de l'académie de Toulouse. Elle ne dispose plus d'école en 2019.

## Économie

### Emploi
|                | 2008  | 2013  | 2018  |
| -------------- | ----- | ----- | ----- |
| Commune        | 4,7 % | 5,6 % | 6,5 % |
| Département    | 7,7 % | 9,4 % | 9,8 % |
| France entière | 8,3 % | 10 %  | 10 %  |

En 2018, la population âgée de 15 à 64 ans s'élève à 34 personnes, parmi lesquelles on compte 77,4 % d'actifs (71 % ayant un emploi et 6,5 % de chômeurs) et 22,6 % d'inactifs,. Depuis 2008, le taux de chômage communal (au sens du recensement) des 15-64 ans est inférieur à celui de la France et du département.
La commune fait partie de la couronne de l'aire d'attraction de Bagnères-de-Luchon, du fait qu'au moins 15 % des actifs travaillent dans le pôle,. Elle compte 11 emplois en 2018, contre 14 en 2013 et 13 en 2008. Le nombre d'actifs ayant un emploi résidant dans la commune est de 24, soit un indicateur de concentration d'emploi de 48,1 % et un taux d'activité parmi les 15 ans ou plus de 57,1 %.
Sur ces 24 actifs de 15 ans ou plus ayant un emploi, 7 travaillent dans la commune, soit 27 % des habitants. Pour se rendre au travail, 86,4 % des habitants utilisent un véhicule personnel ou de fonction à quatre roues, 9,1 % s'y rendent en deux-roues, à vélo ou à pied et 4,5 % n'ont pas besoin de transport (travail au domicile).

## Culture locale et patrimoine

### Lieux et monuments

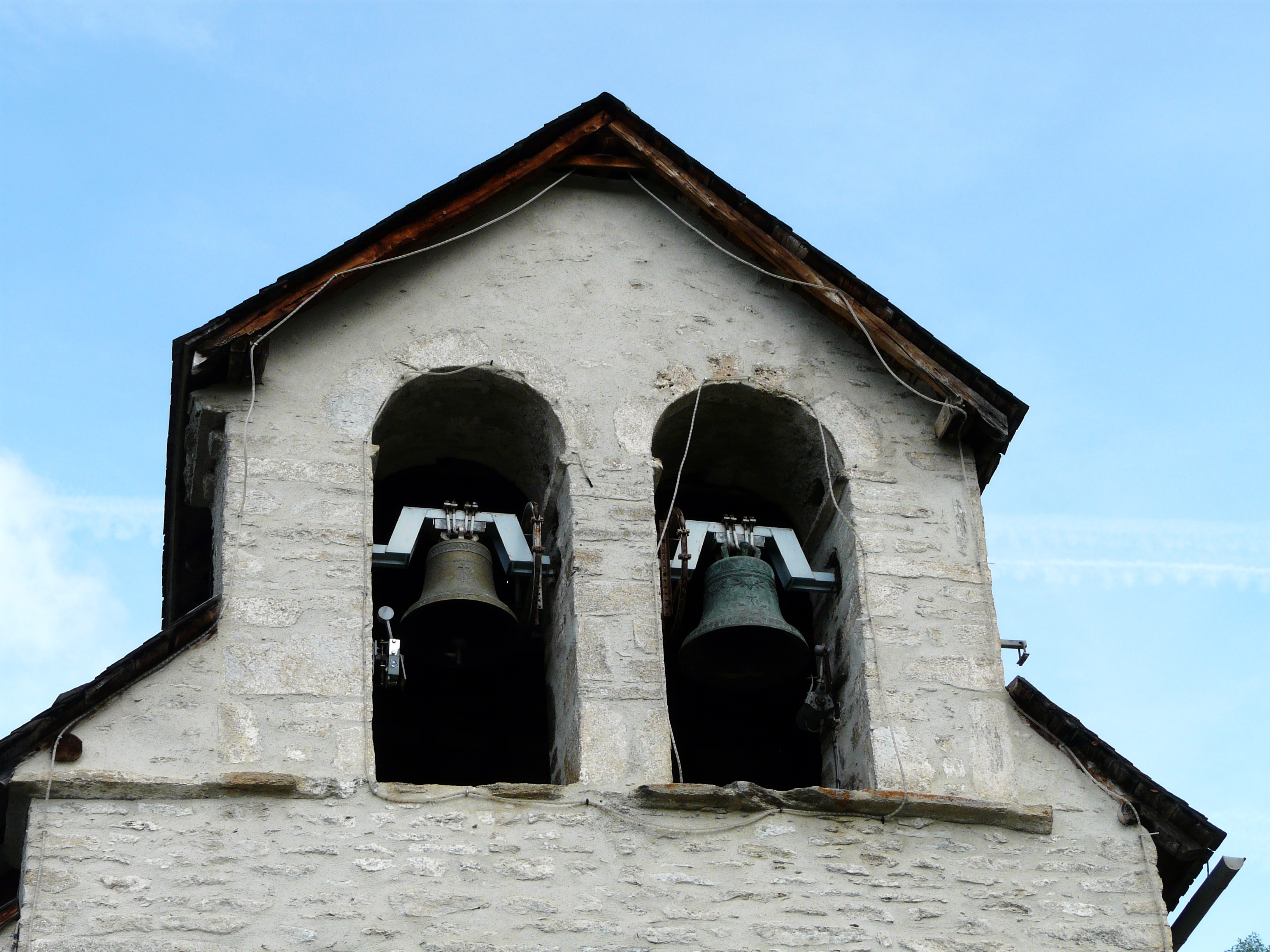
Le clocher-mur de l'église.

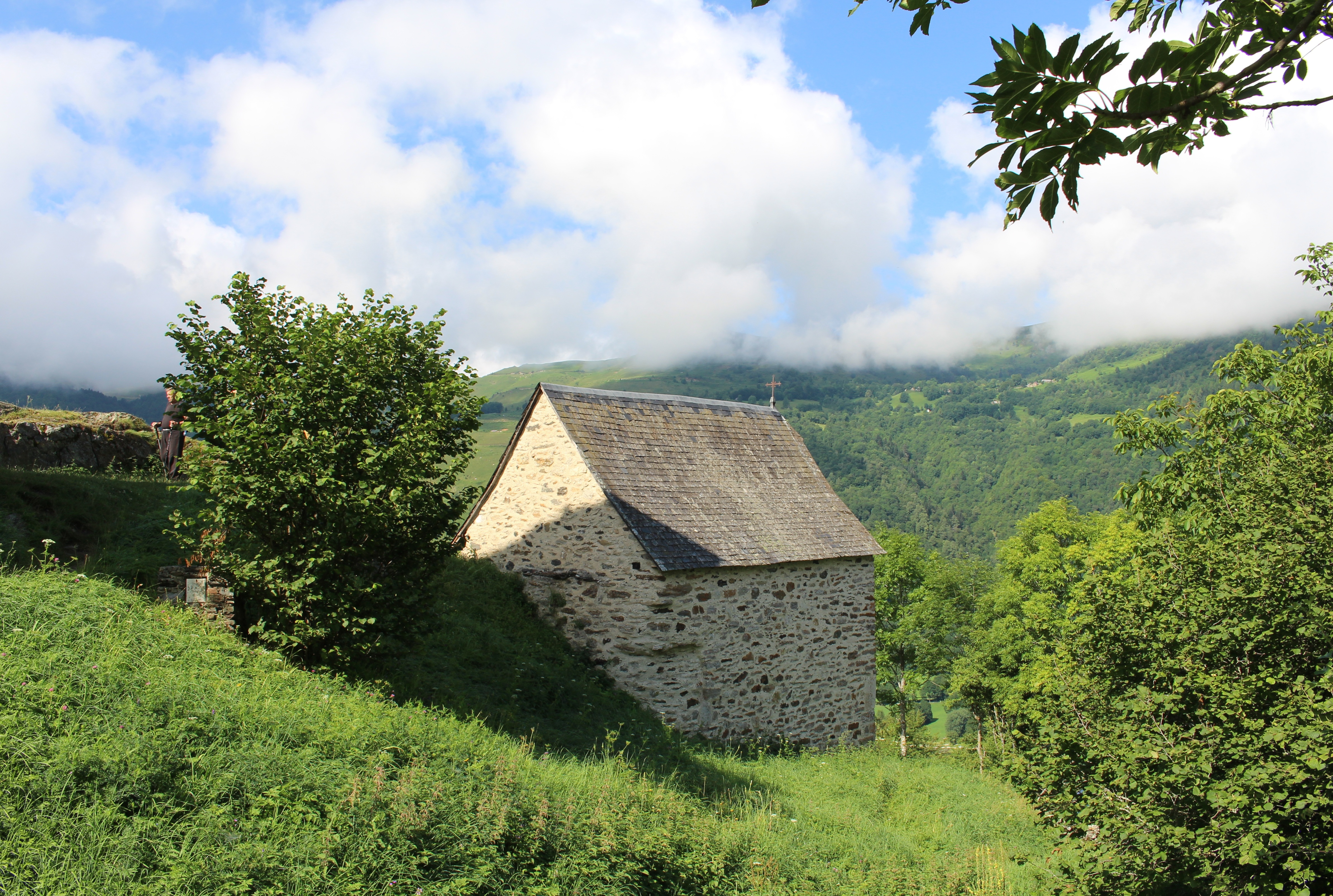
La chapelle Sainte-Madeleine en 2014.

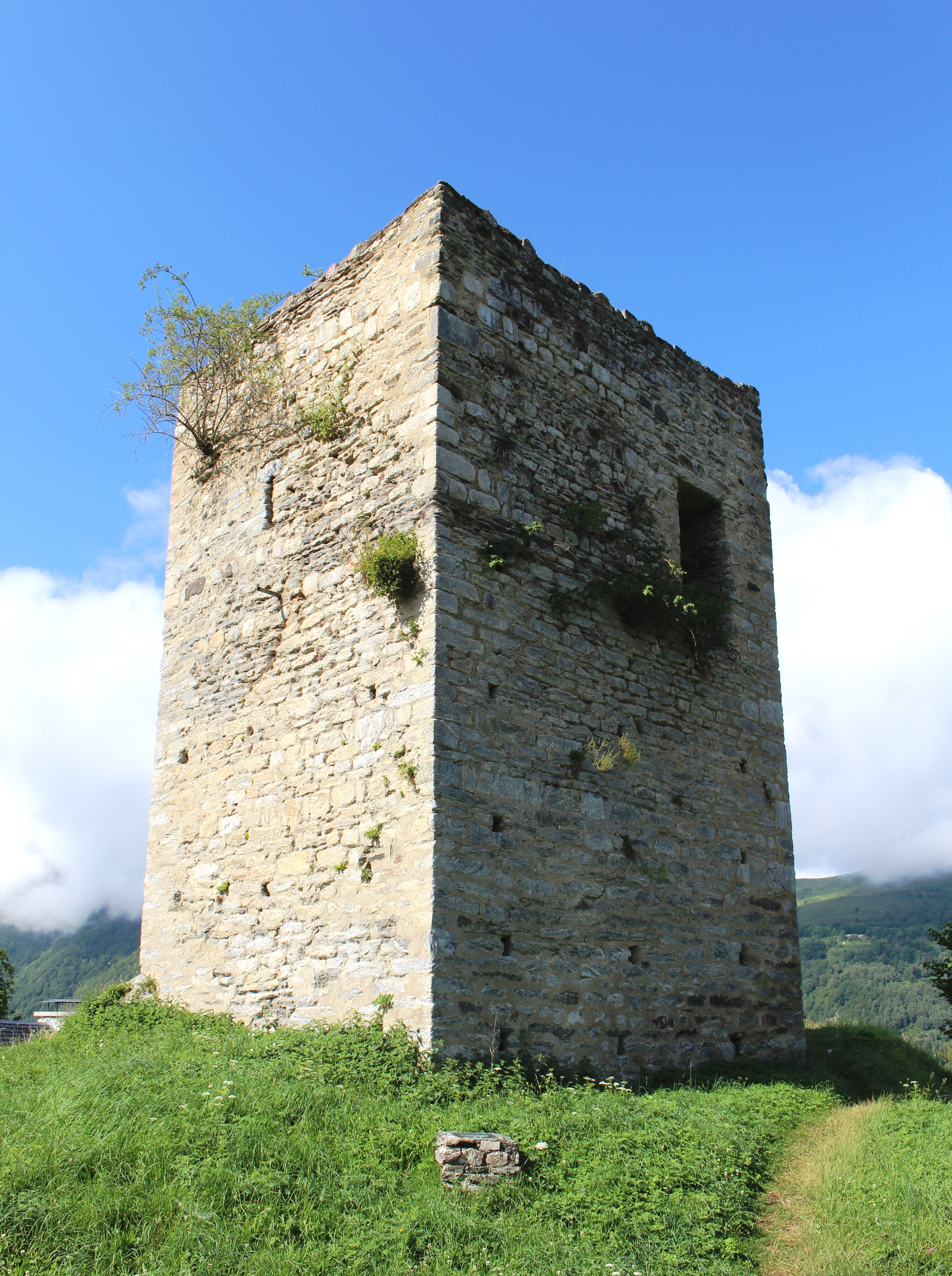
Le château de Moulor en 2014.

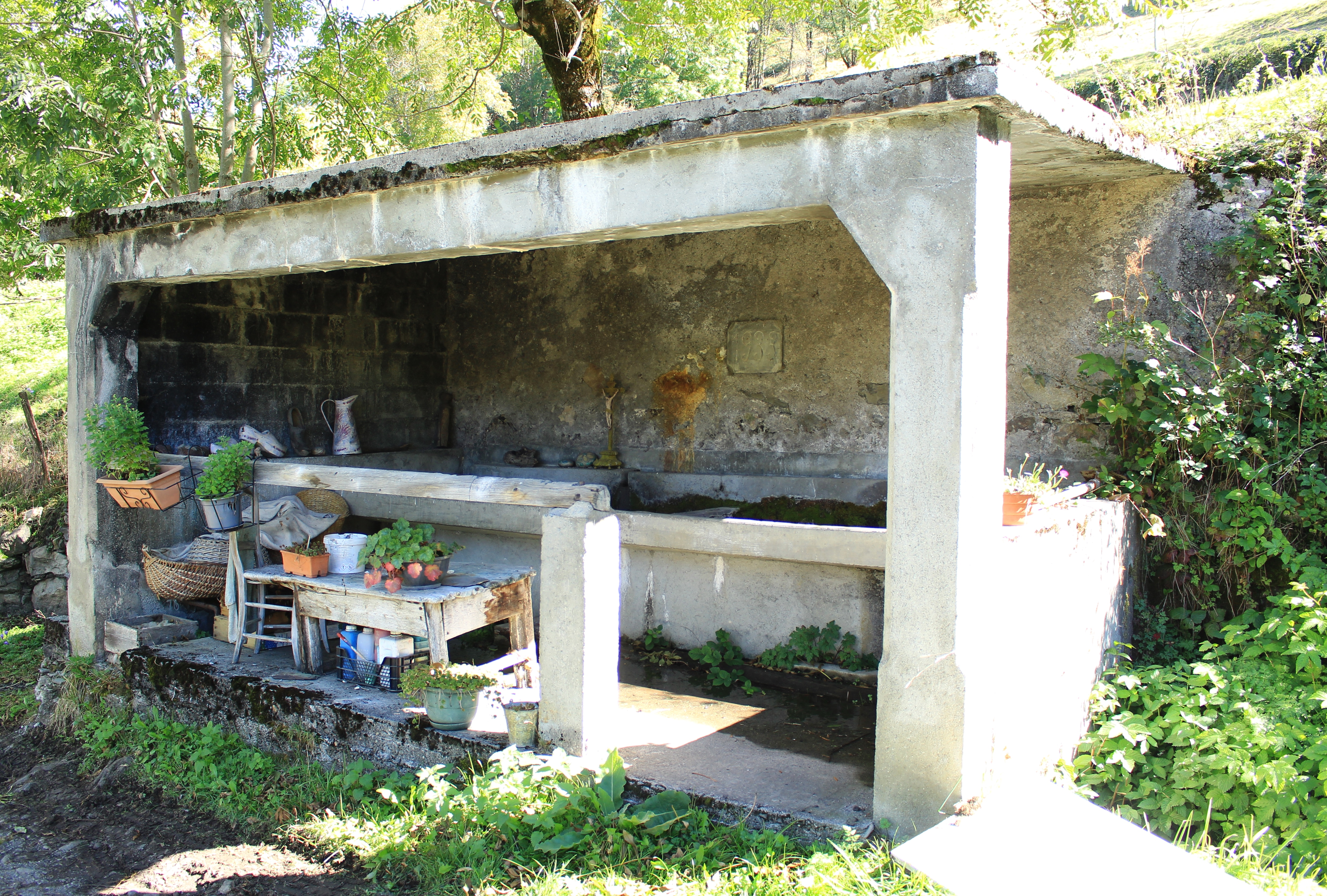
Le lavoir.

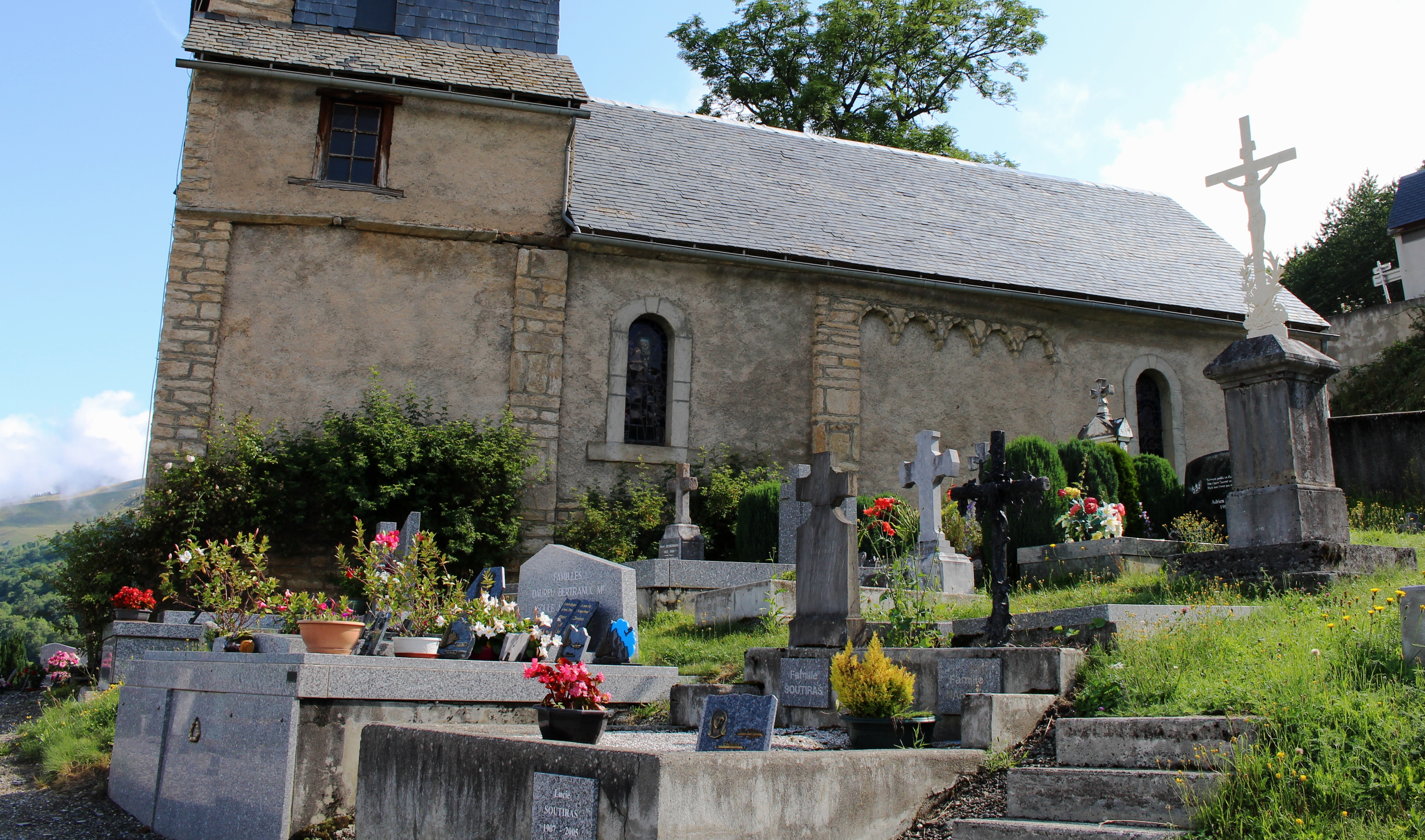
Le cimetière.

- Le côté occidental du col de Peyresourde est situé à l'extrême-est de la commune.
- L'église Sainte-Marie-Madeleine.
- La chapelle Sainte-Madeleine.
- Le château de Moulor, XIIe siècle, vestige d'un ancien château.
- Lavoir.

### Héraldique
| Blason | Blasonnement : D'azur au lion d'or, au chef d'argent chargé de trois croissants du champ, celui du milieu plus grand. Commentaires : ce blason est officiel (vérifié auprès de la mairie). |